# Vendresse
 Vendresse  là một xã ở tỉnh Ardennes, thuộc vùng Grand Est ở phía bắc nước Pháp.

## Points of interest
- Arboretum de Vendresse